# Культурний шок

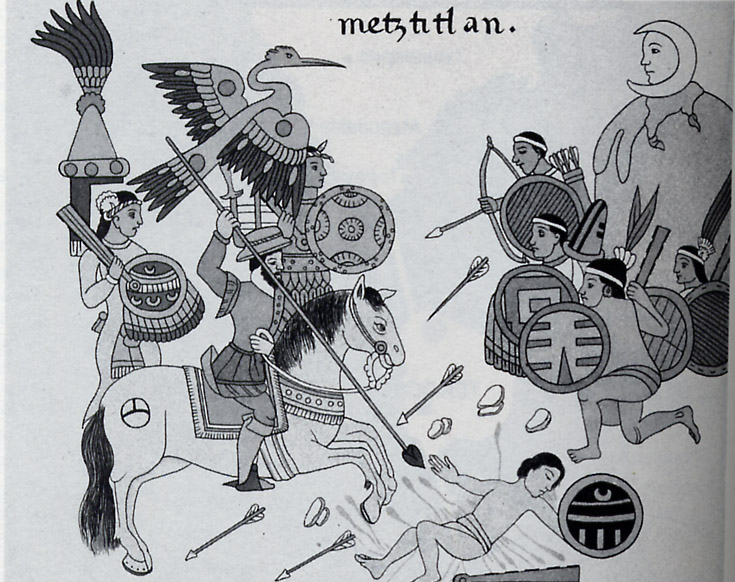
Зустріч із завойовниками, які мали коней та аркебузи, шокувала ацтеків, тому вони сплутали європейців із пророками зі сходу.

Відповідно до моделі, люди спочатку матимуть (1) період медового місяця, а потім (2) перехідний період, тобто культурний шок. Але згодом люди почнуть адаптуватися (3) (пунктирна лінія показує, що деякі люди будуть ненавидіти нову культуру). І (4) стосується деяких людей, які повертаються на своє місце, щоб адаптуватися до античної культури.

Культу́рний шок — це стан спантеличення, втрати орієнтації та емоційного збурення, спричинений раптовим потраплянням людини в незнайоме їй середовище чи іншу культуру. Це шок від нового, від зустрічі з новою культурою.
Суть культурного шоку — конфлікт старих і нових культурних норм та орієнтації, старих — властивих індивіду як представнику того суспільства, яке він покинув, і нових, що представляють те суспільство, що виникло у випадках соціальних революцій тощо.

## Короткий опис причин
Здебільшого людина отримує культурний шок, коли потрапляє в іншу країну, яка відрізняється від країни, де вона проживає, хоча й з подібними відчуттями вона може зіткнутися і у власній країні при раптовій зміні соціального середовища. При зіткненні з новою культурою така людина відчуває здивованість та втрату орієнтації.
У людини виникає конфлікт старих і нових культурних норм й орієнтацій; старих, до яких вона звикла, та нових, які характеризують нове для неї суспільство. Це конфлікт двох культур на рівні власної свідомості. Культурний шок виникає, коли знайомі психологічні фактори, що допомагали людині пристосовуватись до суспільства, зникають, а натомість з'являються невідомі та незрозумілі, що прийшли з іншого культурного середовища.
Досвід нової культури є неприємним або шоковим, тому що він може призвести до негативної оцінки власної культури, а також тому що він несподіваний. У межах власної культури створюється стійка ілюзія власного бачення світу, способу життя, менталітету тощо як єдино можливого і, головне, єдино припустимого. Переважна кількість людей не усвідомлює себе як продукт окремої культури, навіть у тих рідких випадках, коли вона розуміє, що поведінка представників інших культур власне і визначається їхньою культурою. Тільки вийшовши за межі своєї культури, тобто зустрівшись з іншим світоглядом, світовідчуттям тощо, можна зрозуміти специфіку своєї суспільної свідомості, побачити відмінність культур.
Люди по-різному переживають культурний шок, неоднаково усвідомлюють гостроту його впливу, що залежить від їхніх індивідуальних особливостей, ступеня подібності чи неподібності культур. До цього можна зарахувати цілу низку чинників, зокрема клімат, одяг, їжа, мова, релігія, рівень освіти, матеріальний добробут, структура сім'ї, звичаї залицяння (сватання) тощо.

### Різні фази культурного шоку
Гострий культурний шок (переважно викликаний переїздом до іншої країни), як правило, складається з різних фаз. Однак слід визнати, що не кожен проходить через ці фази, як також не кожен перебуває достатньо часу в чужому середовищі, аби пройти певні фази.
- «Медовий місяць». Протягом такого періоду відмінності між «старою» та «новою» культурою людина сприймає через рожеві окуляри — все є чудовим, ліпшим та гарнішим. В такому стані людина може захоплюватися новою для неї їжею, новим місцем проживання, новими звичками людей, новою архітектурою тощо.
- «Примирення». По декількох днях, тижнях чи місяцях людина перестає зосереджуватися на незначних розбіжностях між культурами. Однак вона знову прагне їжі, до котрої звикла вдома, ритм життя в новому місці перебування може здаватися їй зашвидкий або занадто повільний, звички людей можуть дратувати тощо.
- «Адаптація». Протягом декількох днів, тижнів чи місяців людина звикає до нового їй середовища і починає вести рутинне життя. На цій стадії людина більше не реагує негативно чи позитивно, бо вже більше не почувається, що є в новій культурі. Вона знову занурена в повсякденне життя, як це вона робила на своїй батьківщині.
- «Зворотний культурний шок». Повернення до рідної культури після адаптації до нової може знову викликати у людини вищеописані фази, котрі можуть тривати не дуже довго або ж так довго, як перший її культурний шок на чужині.

### Симптоми культурного шоку
У різних людей культурний шок проходить по-різному. Нижче подаються деякі можливі симптоми:
- Переїдання і відповідне набирання ваги.
- Відсутність апетиту і відповідна втрата ваги.
- Надмірне зосередження на власній гігієні.
- Надмірне контактування з близькими чи рідними в рідній країні.
- Надмірне невдоволення чи ворожість, а також постійне нарікання на країну (культуру) перебування.
- Небажання зустрічей з людьми.
- Збільшена потреба в сні.
- Тривожність у публічних місцях.

## Як зарадити в такій ситуації
У певних випадках людина неспроможна зарадити собі з культурним шоком. Деякі люди опускають руки в асиміляції в нову культуру та повертаються додому тоді, як інші настільки вливаються у чужу на початках культуру, що без неї вже не можуть жити і шукають можливостей залишитись там назавжди, аби звільнитись від стресу.
Для успішної адаптації людині слід розвивати такі внутрішні риси, як гнучкість, повагу до інших (це особливо стосується тих, хто перебуває в країнах, що розвиваються, як, скажімо, центрально-африканських країн), відкритість до сприйняття нового, а також чуйність. Всі ці риси тісно пов'язані з продуктивністю життя та пристосуванням до чужої культури.
Моральна підготовленість є чи не найважливішим чинником у доланні шоку. Коли закордоном людина почувається розчарованою та знедоленою, то їй слід підтримувати відчуття гумору, стосунки з місцевими, спілкуватися з тими, хто пройшов подібне тощо.
Людині в іншій культурі необов'язково змінювати власну поведінку, однак їй слід розуміти чужу культуру. Важливо спілкуватися з місцевими мешканцями, бути допитливим та відкритим до сприйняття нових та інших підходів до певних речей.

### Практичні поради
- Не сподівайтесь всього одразу. Дозвольте собі повільно адаптуватись до життя в новому середовищі. Ви провели все своє життя, вивчаючи свою власну країну. Не очікуйте, що дізнаєтесь все про іншу країну у такий короткий та насичений проміжок часу, який ви проведете на чужині.
- Приділіть хвилинку собі. Під час перебування за кордоном знайдіть час на власні справи. Вам допоможе читання книг рідною мовою, слухання української музики, спілкування з українськими друзями з вашої групи.
- Потоваришуйте із новими друзями. Намагайтеся якомога більше знайомитись з людьми в новому середовищі. Відвідуйте домівки людей і спілкуйтесь з їхніми сім'ями. Вивчайте традиції людей різних національностей.
- Відпочивайте. Перебуваючи на чужині, знайдіть час для своїх захоплень. Прогуляйтеся по тій місцевості, де ви мешкаєте. Відвідуйте концерти. Зробіть все, що допоможе вам відпочити.
- Досліджуйте. Чим більше ви зможете дізнатися про життя в новому оточенні, тим краще ви будете почувати себе.[8]